# Vítor Baptista (Fußballspieler)
Vítor Manuel Ferreira Baptista, kurz Vítor Baptista (* 18. Oktober 1948 in Setúbal; † 1. Januar 1999 ebenda), war ein portugiesischer Fußballprofi.
Er war für seinen exzentrischen Lebensstil bekannt und zeichnete sich sowohl auf dem Spielfeld, als auch im Privatleben durch seinen kompromisslosen Stil und seine Eigenwilligkeit aus. Nach großen Erfolgen und extravaganten Auftritten in den 1970er Jahren starb er 1999 mittellos und rauschgiftsüchtig. Er erwarb sich damit in der Geschichte des portugiesischen Fußballs einen Ruf, der Parallelen zu George Best im britischen Fußball aufweist, mit dem er 1980 bei den San José Earthquakes in den USA kurz zusammen spielte.
Die Öffentlichkeit gab ihm verschiedene Beinamen, insbesondere O Maior (port. für: „Der Größte“). Zuletzt beschäftigte sich der 2016 veröffentlichte, von der Wochenzeitung Expresso produzierte Dokumentarfilm „O Maior – A História de Vítor Baptista“ mit der eigenwilligen Geschichte Baptistas.

## Jugend
Baptista wurde in eine ärmliche Familie in Setúbal geboren, die in einfachsten Verhältnissen lebte. Sein Vater transportierte Fisch vom Hafen zur Markthalle und starb früh. Baptista verließ mit 10 Jahren bereits die Schule und begann sich mit kleinen Aushilfstätigkeiten etwas Geld zu verdienen. Daneben spielte er bei Fußballturnieren, die in seiner Stadt veranstaltet wurden.
Nach einem dieser Turniere nahm der Verein Vitória Setúbal Baptista im Alter von 13 Jahren in die Jugendmannschaft auf, wo seine Karriere im organisierten Fußball begann. Der junge Eusébio wurde ein großes Vorbild für Baptista.

## Karriere
Baptista entwickelte sich schnell zu einem Stammspieler bei Vitória Setúbal und gehörte bereits als 18-Jähriger zur Mannschaft, die 1967 den portugiesischen Pokal gewinnen konnte.
Nachdem er bei Vitória Setúbal zunehmend für Aufsehen gesorgt hatte, wechselte er 1971 zu Rekordmeister Benfica Lissabon, im bis dahin teuersten Wechsel der portugiesischen Fußballgeschichte. Dort wurde er für seine enorme Torgefährlichkeit, aber auch für sein Selbstbewusstsein bekannt. So galt er als einziger Konkurrent für Eusébio, dem er auch als einziger ebenbürtig in der Mannschaft gegenübertrat. Sein technisches Vermögen und sein Tordrang machten ihn zu einem zentralen Spieler der Mannschaft, mit der er fünfmal die portugiesische Meisterschaft gewann.
Baptistas Erfolgsjahre bei Benfica waren zunehmend auch durch exzentrische Episoden geprägt. Er erstand nun teure Autos und ließ sich von einem angestellten Chauffeur fahren. Sein unangepasster Charakter zeigte sich immer deutlicher, etwa durch auffällige Tätowierungen (u. a. eine Armbanduhr) oder wenn er seinen Hund im Benfica-Dress ins Stadion mitbrachte.
Als eine der bekanntesten Episoden gilt sein Tor im brisanten Lissabonner Derby gegen den Stadtrivalen Sporting Lissabon am 12. Februar 1978. Er bejubelte es nicht, sondern begann vehement, im Rasen des Estádio da Luz nach seinem Ohrring zu suchen, den er dabei verloren hatte. Das Spiel blieb einige Minuten unterbrochen und eine Vielzahl Spieler halfen ihm erfolglos bei der Suche nach dem 12.000 Escudos teuren, Edelstein-besetzten Ohrring. Bekannt wurde danach auch sein Ausspruch, er habe als einziger an dem Tag auf dem Rasen kein Geld verdient, da er 8.000 (nach anderen Quellen 10.000 Escudos) für das Spiel erhielt, jedoch 12.000 Escudos verlor. Diese Szene gilt als bekannteste Episode der Spielergeschichte Baptistas, an die sich Fußballinteressierte in Portugal immer wieder erinnern.
In die Portugiesische Fußballnationalmannschaft wurde er ab 1971 mehrmals berufen. Er setzte hier jedoch keine größeren Akzente und haderte häufig mit den Trainern. So weigerte er sich bei einem Spiel in Russland aufzulaufen, da die russischen Spieler keine professionellen Spieler seien, und er nur gegen Profis antrete. Als er im Jahr 1976, nachdem er erneut zu spät zum Training gekommen war, Nationaltrainer Juca vor der Mannschaft beleidigte, war seine Laufbahn als Nationalspieler schließlich beendet.
Abseits des Spiels war Baptista durch oft zügelloses Auftreten in teuren Autos und in Begleitung häufig wechselnder Frauen bekannt. Er kämpfte zudem auch zunehmend mit Drogenproblemen. In seiner siebten Spielzeit bei Benfica forderte Baptista dann 650.000 Escudos Monatsgehalt. Der Verein bot jedoch nur 450.000 und einen Porsche Carrera. Daraufhin verließ Baptista 1978 den Klub und unterschrieb bei seinem alten Verein Vitória Setúbal, für 100.000 Escudos Monatsgehalt.
Er wechselte danach mehrmals den Verein, verfiel jedoch immer weiter. So nahm er zwar 1980 ein Angebot des US-amerikanischen Klubs San José Earthquakes an, unter dem Trainergespann Bill Foulkes und António Simões, und an der Seite u. a. von George Best. Baptista spielte dort aber nur ein Spiel und flog nach wenigen Wochen einfach wieder zurück.
Am Ende spielte Baptista ab 1984 in der zweiten Liga des Distriktverbandes Setúbal bei den Estrelas do Faralhão, bevor er nach 1986 als Aktiver aufhörte. Auch mit dem Gesetz kam Baptista mehrmals in Konflikt, nach kleinen Diebstählen und Drogenvergehen. Bei Spielen Benficas war er noch häufig Gast im Stadion.
Am Neujahrstag 1999 starb Baptista, gerade 50 Jahre alt und völlig mittellos.

## Erfolge
- Portugiesischer Meister (5): 1971/72, 1972/73, 1974/75, 1975/76, 1976/77 (alle mit Benfica Lissabon)
- Portugiesischer Pokalsieger (2): 1967 (mit Vitória Setúbal), 1972 (mit Benfica Lissabon)